# Hellerhausen

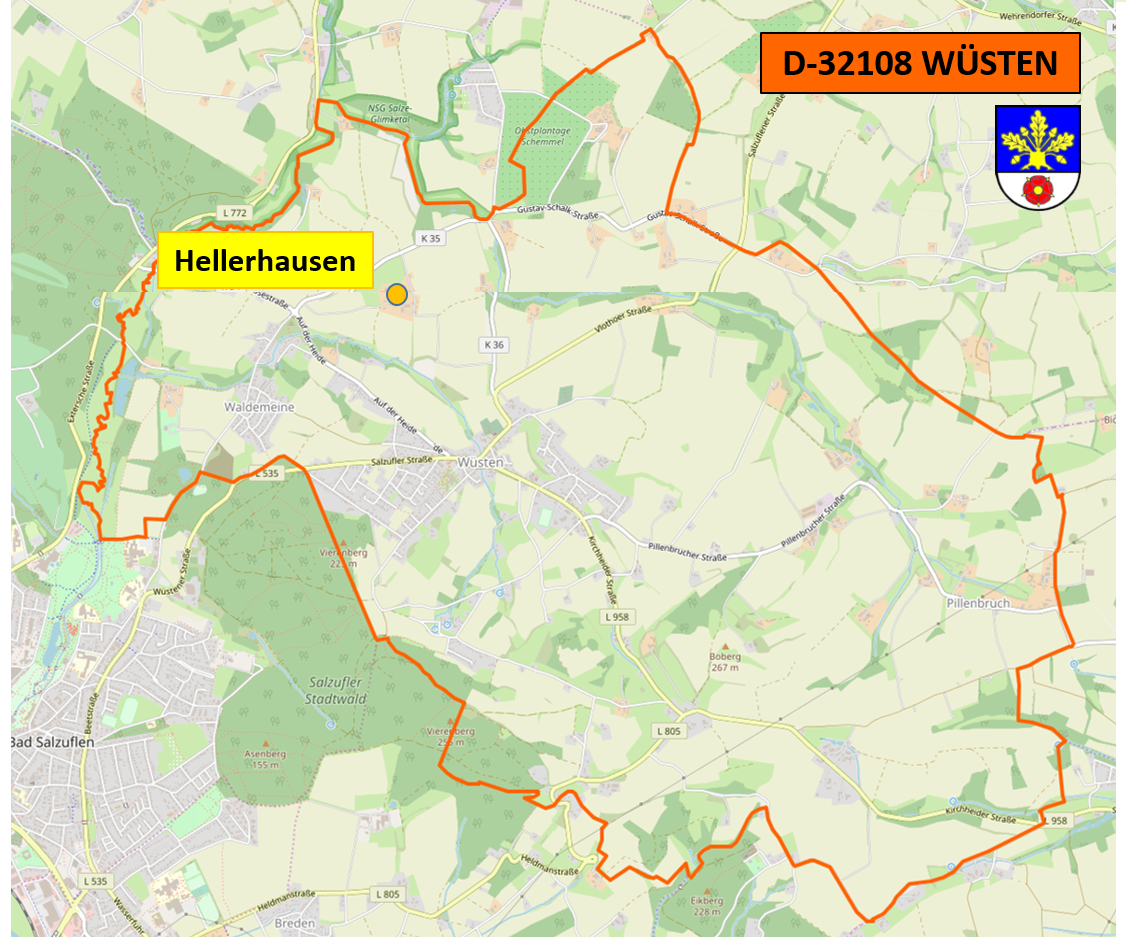
Lage Hellerhausens in Wüsten

Hellerhausen ist ein zum Ortsteil Wüsten gehörender Wohnplatz der lippischen Stadt Bad Salzuflen im Nordosten Nordrhein-Westfalens.

## Geographie
Die Vier-Höfe-Siedlung Hellerhausen liegt etwa 1,2 Kilometer nordwestlich der Wüstener Ortsmitte auf einer Hochfläche (135,8 m ü. NHN), ungefähr in der Mitte zwischen der Wüstenb(i)eke im Süden und der Glimke im Nordwesten.

## Geschichte

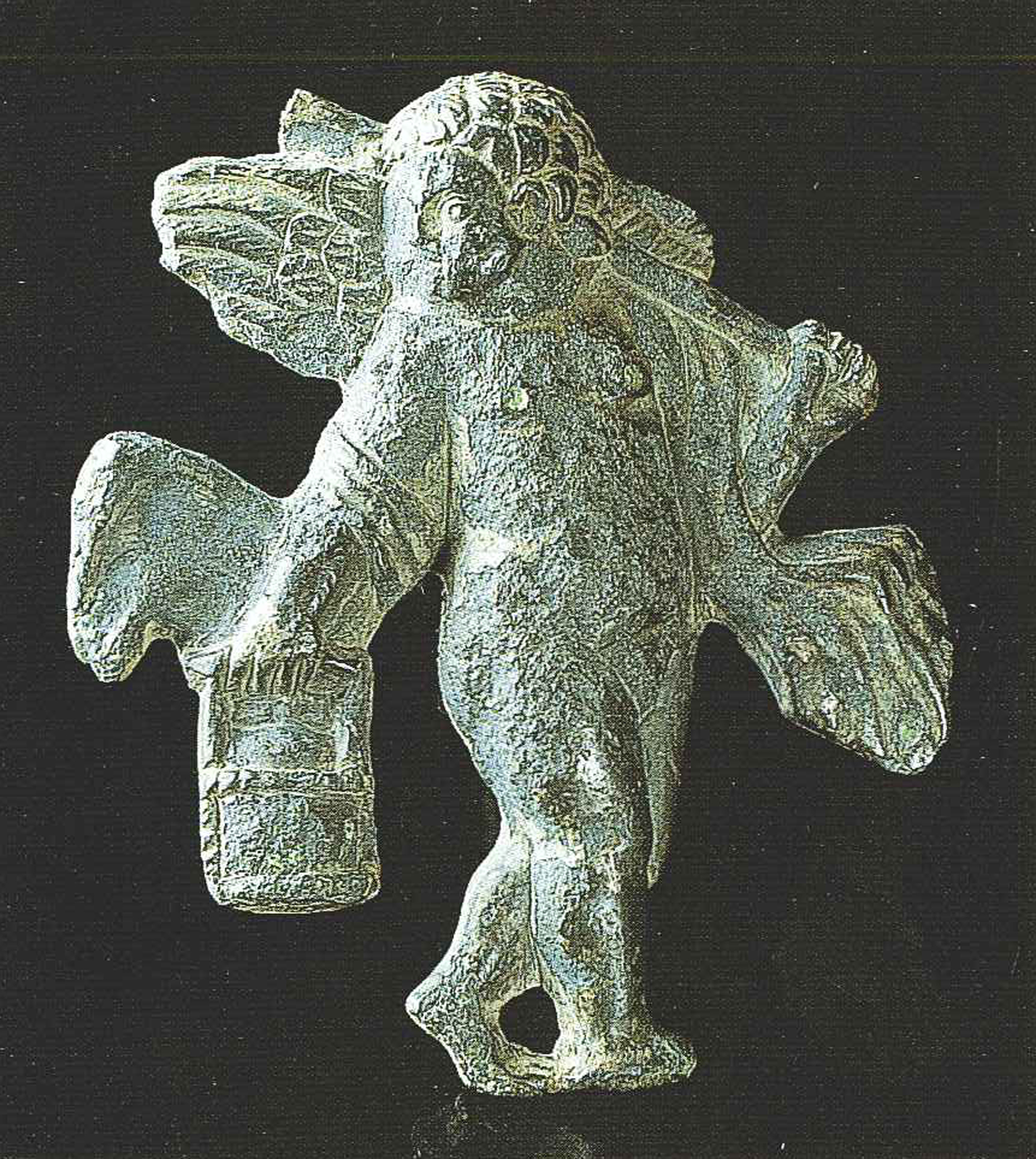
Amor von Hellerhausen

Bei Grabungen in den 1930er Jahren und 1992 wurden im Bereich der Krutheide Keramiken und bearbeitete Flinte entdeckt. Aus der Römischen Kaiserzeit sind auf dem Hühnerbrink (vom mittelhochdeutschen hiunen = Hüne(n), hier der Hinweis auf ein Hünengrab) und bei der Krutheide zwei Augenfibeln, eine Bronzeapplik – der Amor von Hellerhausen, zwei Spielsteine und Münzen (ein Denar des Gaius Iulius Caesar, geprägt 49/48 v. Chr., und ein Sesterz des Nero, geprägt 63/68 n. Chr. in der Münzstätte Rom) gefunden worden.
Im Jahre 1011, am 13. Juni, wird der Meierhof Hedereshusen in einer Schenkung der Äbtissin Godesdiu erstmals genannt – die früheste Erwähnung des heutigen Wüstener Gebiets. Als erster Besitzer wird später Menfrith de Heithershusen genannt.
Seit 1325 leitete die Abtissin Liutgard die Herforder Abtei. In ihrem Lehensregister werden in Hellerhausen schon zwei Haupthöfe genannt: Mit dem Tiesmeier-Hof war die Familie „de Slon“ belehnt, der Meierjohann-Hof war den Herren von Exterde zu Lehen gegeben. Zum Tiesmeier-Hof gehörten eine Mühle und zwei Kötterhäuser, aus denen später die Höfe Sparbrodt (Niedermeier) und Deppe (Sievert) hervorgingen.
Der Meierjohann-Hof kam von den Herren von Exterde an die Familie de Grest in Bielefeld und wurde 1487 mit dem Amthof Seligenwörden an die Stadt Salzuflen verkauft.
Am 31. Juli 1663 kam Hellerhausen durch Verkauf für 1250 Taler von der Stadt Salzuflen an den Drosten Simon Moritz von Donop in Wöbbel.
Im 19. Jahrhundert wurden die Höfe mehr und mehr von ihren grundherrlichen Lasten befreit, 1850 wurde die Erbpacht endgültig beseitigt.

### Name
Nach der ersten Erwähnung von Hedereshusen (1011) sind folgende Namen für das heutige Hellerhausen historisch belegt: Heitherhusen und Hethusen (beide nach 1241), Hederhusen (1291), Hetherehusun und Heithershusen (beide zum Ende des 12. Jahrhunderts), Hechusen (1333), Hedernhusen (1393), Hederhuzen (1398), Hederhusen (1354) und Hedderhusen (1412; 1494), Helderhusen (1541), Hedderhausen (1618, im Landschatzregister), Hederhaussen (1707) und Hedderhausen (1731). So wird der Flecken in den Wüstener Kirchenbüchern dann bis in die Mitte des 19. Jahrhunderts genannt.

### Der Grabhügel von Hellerhausen

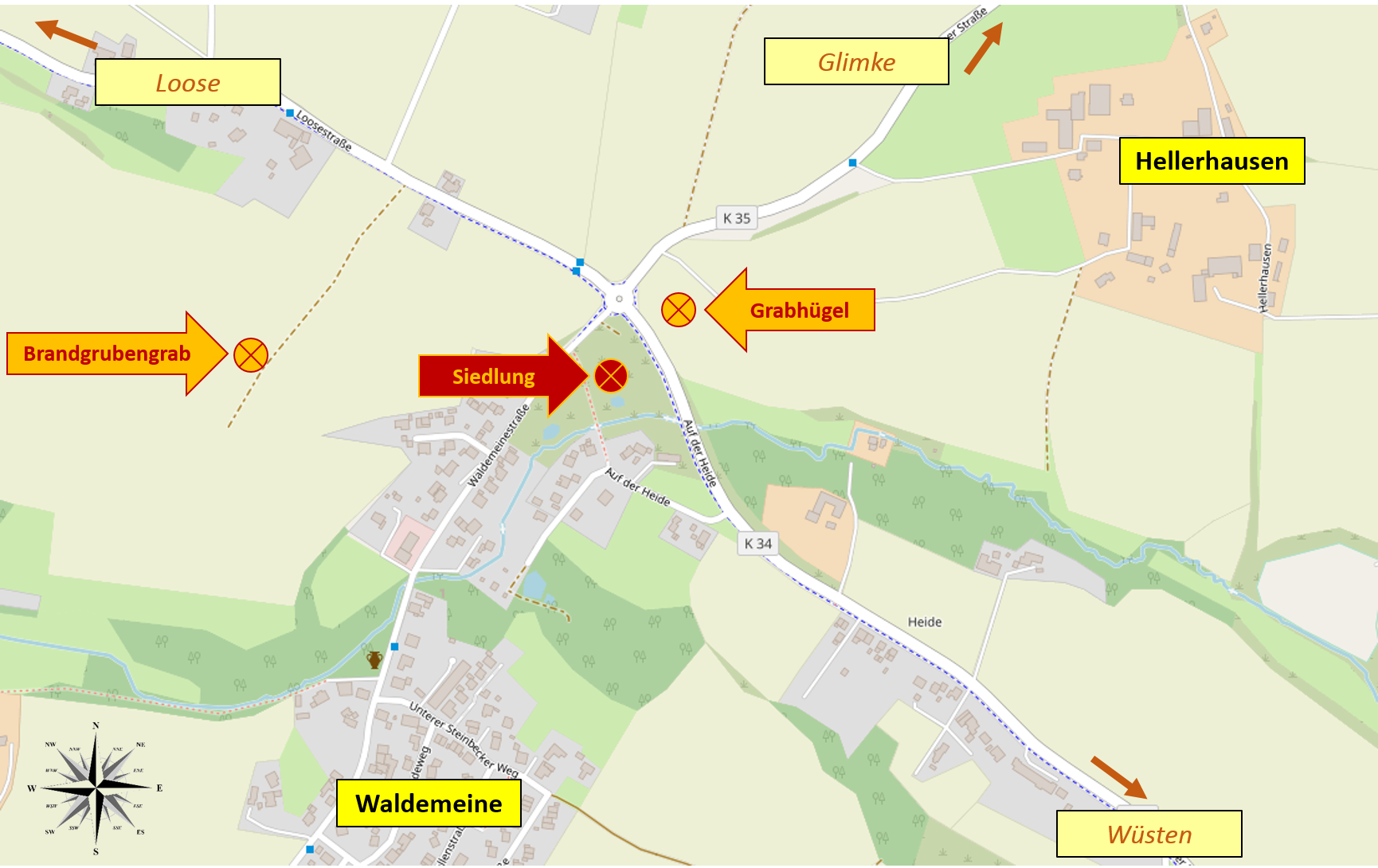
Lage der Grabungen

Westlich des Ortsteils Hellerhausen wurden im Flurstück Das Lange Holz in den Jahren 1920 bis 1922 die Wälder gerodet und bei der Erdanfüllung mehrere Urnen gefunden, aber erst im Spätsommer 1935 erfolgte unter Leitung von Leo Nebelsiek an dieser Stelle eine wissenschaftliche Grabung: In einer Tiefe von etwa 25 Zentimeter kam hier ein 8,5 Meter im Durchmesser großer, aus vielen Graniten gebildeter Steinring der Jungsteinzeit zum Vorschein. Es folgte ein zweiter, sichelförmiger Steinring. Alle Steine haben einen Durchmesser von bis zu 45 Zentimetern und sind sehr sorgfältig verlegt. Etwa 40 Zentimeter tiefer fanden sich unter anderem Stellen vermoderten Holzes, kleine Mulden, Holzkohlestückchen und an der vermuteten Stelle der eigentlichen Bestattung eine fünf Zentimeter lange Feuersteinklinge.
Während der Grabung wurden mehrere Gefäßscherben gefunden, die sich mit einer in 100 Meter Entfernung liegenden cheruskerzeitlichen Siedlung und eines am Mühlenweg entdeckten Brandgrubengrabs des ersten Jahrhunderts n. Chr. in Beziehung bringen ließen.

### Einwohnerentwicklung
| Jahr          | 1880 | 1895 | 1911  |
| ------------- | ---- | ---- | ----- |
| Wohnhäuser    | 13   | 10   | 14    |
| Haushaltungen | 16   | 12   | 12    |
| Einwohner     | 80   | 132  | 45 55 |

## Kultur und Sehenswürdigkeiten

### Höfe und Häuser
Nr. 1: ehemals „Unterwüsten 5“
- die Inschrift über der Deelentür lautet 0ANNO 1696 DEN 9 JUNI GOTT BEWAR DIS HAUS UND ALLE DIE DAR EIN UND AUSGEHEN WO DER HERR NICHT DAS HAUS BAUET SO ARBEITEN UMSONST DIE DARAN BAUEN. WER NUR DEN LIEBEN GOTT LÄSST WALTEN UND HOFFET AUF IHN ALLE ZEIT DEN WIRD ER WUNDERLICH ERHALTEN DURCH ALLE NOT UND TRAURIGKEIT WER GOTT VERTRAUT HAT NICHT AUF SAND GEBAUT.[17]

Nr. 2: ehemals „Unterwüsten 7“
- die Inschrift über dem Torbogen des Bauernhauses lautet 0ANNO 1827 DEN 30TEN JUNIUS HABEN JOHAN JOPST PHILIP SPARBRODT CAROLINE LOUISE WELLNERT DIESES HAUS BAUEN DURCH M(eister) J.H.B.DEPPE N. 266 DENNOCH BLEIB ICH STETS AN DIR, MEIN ERLÖSER, MEIN VERGNÜGEN. MICH VERLANGET DORT UND HIER NUR AN DEINER BRUST ZU LIEGEN. MEINES LEBENS SCHÖNSTE ZIER, WEIL ICH BLEIBE STETS AN DIR. REIZE MICH, MEIN FLEISCH UND BLUT, MEIN JESUM ZU ERFASSEN, SO BEKOMM ICH FRISCHEN MUT, IHN NOCH VESTER ANZUFASSEN.[17]

Nr. 3: ehemals „Unterwüsten 14“
- die ursprüngliche Torbogeninschrift wurde durch einen Brand im Jahr 1948 vernichtet, die neue Inschrift lautet 01843 Wenn du im Dienst des Nächsten deine Pflicht wirst tun wird auch Gottes Segen auf deiner Arbeit ruhn 1948

Nr. 5: der „Hof Meiger Henke“ wird bereits 1324 als Lehnsgut des Stifts Herford genannt; ehemals „Unterwüsten 4“
- die Torbogeninschrift lautete 0ANNO 1816 DEN 4TEN JULIUS HAT FRIEDERICH PHILIP SPAHBRODT UND ANNA MARIA LOISA MEIER JOHANS DIESE HAUS LASSEN BAUEN. SALMON 24. CAP. VER. 3. DURCH WEISHEIT WIRD EIN HAUS GEBAUT, DURCH VERSTAND ERHALTEN, DURCH ORDENTLICH HAUSHALTEN WERDEN DIE KAMMERN VOL ALLER KÖSTLICHEN LIEBLICHEN REICHTÜMER  – M.H.PRUSNERSZ[18]
- die Inschrift der Leibzucht lautet 0ANNO 1706 DEN 12 JUNIUS MEIERER JOHAN UND ANNA LISABET MOLER HABN DIS HAUSTZ BAWEN LASSEN. M(eister) BERNDT PRISNERSZ – ALLE DIE DA GEHEN EIN UND AUS DER HERR BEHÜTE DIESES HAUS[17]

## Verkehr
Das Siedlungsgebiet wird vom Stadtbus Bad Salzuflen (Linie 946) über die Haltestelle Hellerhausen bedient.
Die nächsten Bahnhöfe sind Herford, Vlotho und Bad Salzuflen.